# Stephanie Foster
Stephanie Charlene Cooper-Foster MBE, novozelandska veslačica, * 2. september 1958, Morrinsville.
Fosterjeva je za Novo Zelandijo na svetovnih prvenstvih nastopila prvič leta 1978, ko je na svetovnem prvenstvu na domačem Karapiru nastopila v četvercu s krmarjem in v osmercu. Na svetovnem prvenstvu 1981 v Oberschleißheimu v Nemčiji, je v enojcu osvojila peto mesto. Na svetovnem prvenstvu 1982 v švicarskem Lucernu je osvojila bronasto medaljo v enojcu.
Za Novo Zelandijo je v enojcu nastopila na Poletnih olimpijskih igrah 1984 in osvojila sedmo mesto. Na svetovnem prvenstvu v veslanju 1986 v Nottinghamu je v dvojnem dvojcu s soveslačico Robin Clarke osvojila bronasto medaljo. Na igrah Commonwealtha 1986 je bila nosilka novozelandske zastave, na tekmovanju pa je osvojila zlato medaljo v enojcu in dvojnem dvojcu z Robin Clarke.
Leta 1987 je za zasluge v veslanju prejela Red britanskega imperija.